# La Força (Ponts)
La Força és un poble del terme municipal de Ponts, a la part més oriental de la comarca de la Noguera denominada Segre Mitjà.

## Situació i descripció
El poble, situat a uns 8 km de Ponts i damunt un altiplà a 620 metres d'altitud, consta de dos nuclis, el de la Força amb cinc cases i el de les Masies amb dos. En aquest darrer hi ha el Mas d'Estany on es troba l'església de Sant Miquel. A la vora del camí antic d'Oliola i prop de la Torre de Dàdila o del Cargol, es troba l'antiga església romànica de la qual només se'n conserva una part del mur i l'absis. El nom del poble de la Força pot provenir de l'existència d'aquesta torre de guaita que actualment es troba a mig restaurar i que és d'origen àrab.. Actualment (2025) el nucli de la Força, té 2 habitants.
Està situada entre Ponts i Artesa de Segre.
A ponent de la torre de guaita, antigament hi havia un petit poblat del qual encara es poden trobar alguns dipòsits d'aigua excavats directament a la pedra, les restes d´un forn i un trull.
Fins l´any 1971 perteneixia al municipi del Tossal i un cop desaparegut aquest va passar a formar part com agregat del municipi de Ponts.
Les cases del poble: Cal Boïgaire, Cal Minguet, Cal Mitjaneta, Cal Tiste i Cal Valentí.
Les masies: Masia Estany i masia Pomés